# 孔帕尼亚钟楼

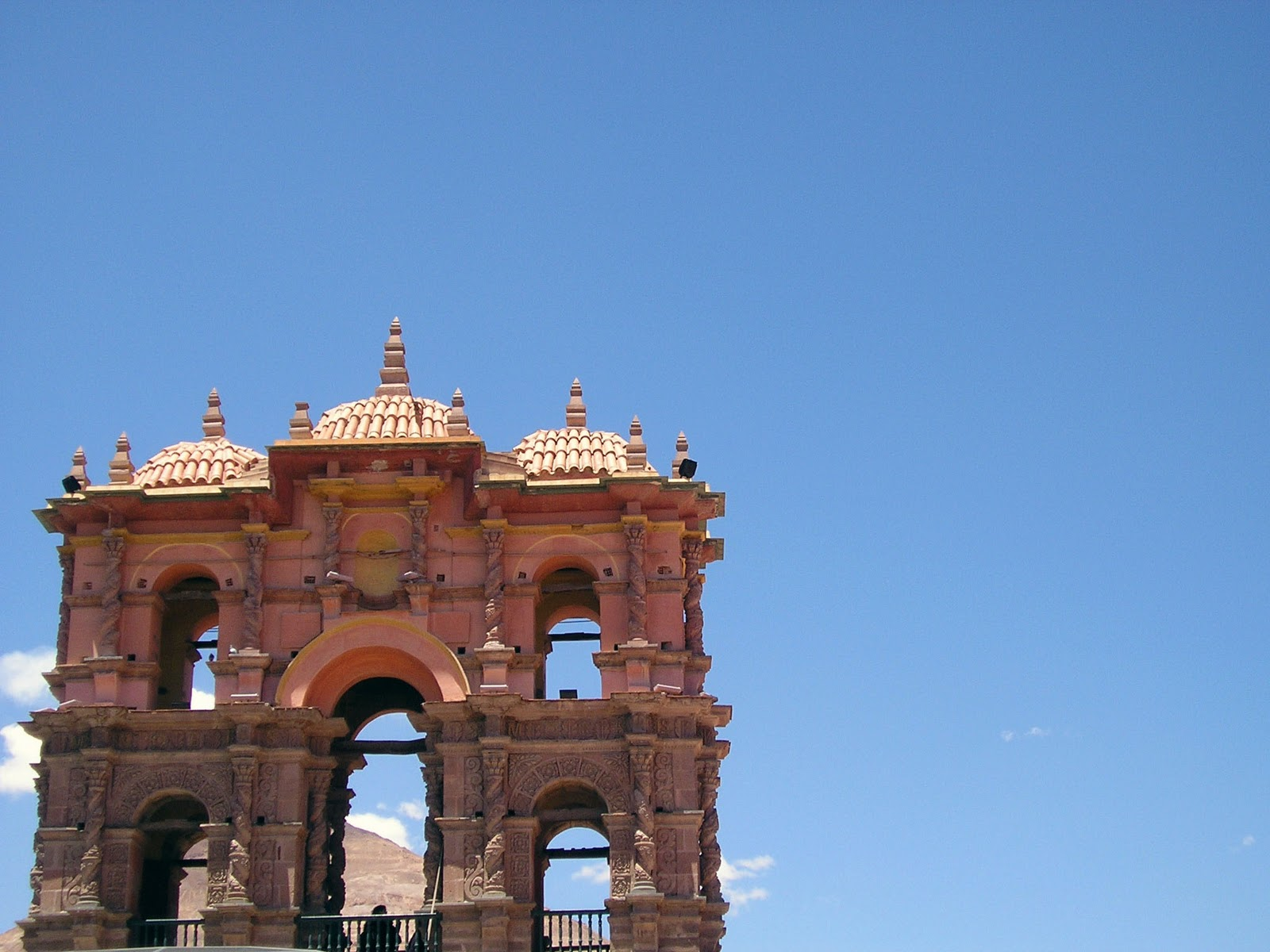

孔帕尼亚钟楼（西班牙語：Torre de la Compañía）是玻利维亚的一座罗马天主教修道院，位于波托西市，毗邻里科山（Cerro Rico）和玻利维亚铸币厂（Casa de la Moneda）。它是十八世纪玻利维亚的主要宗教纪念碑。
这座建筑设计为一座凯旋门，开5门、有32根柱子和3个橙色半圆穹顶。